# Petrovac na Mlavi
Petrovac na Mlavi (izvirno srbsko Петровац на Млави) je naselje v Srbiji, ki je središče istoimenske občine; slednja pa je del Braničevskega upravnega okraja.

## Demografija
V naselju živi 6334 polnoletnih prebivalcev, pri čemer je njihova povprečna starost 40,2 let (38,5 pri moških in 41,8 pri ženskah). Naselje ima 2753 gospodinjstev, pri čemer je povprečno število članov na gospodinjstvo 2,85.
To naselje je, glede na rezultate popisa iz leta 2002, večinoma srbsko, a v času zadnjih 3 popisov je opazen porast števila prebivalcev.
|  |

| Demografija | Demografija     | Demografija     |
| Leto        | Št. prebivalcev | Št. prebivalcev |
| ----------- | --------------- | --------------- |
|             |                 |                 |
|             |                 |                 |
|             |                 |                 |
|             |                 |                 |
| 1948        | 4327            |                 |
| 1953        | 4673            |                 |
| 1961        | 5261            |                 |
| 1971        | 6231            |                 |
| 1981        | 7383            |                 |
| 1991        | 7728            | 7109            |
| 2002        | 8772            | 7851            |
|             |                 |                 |

| Etnična sestava po popisu iz leta 2002 | Etnična sestava po popisu iz leta 2002 | Etnična sestava po popisu iz leta 2002 | Etnična sestava po popisu iz leta 2002 | Etnična sestava po popisu iz leta 2002 |
| -------------------------------------- | -------------------------------------- | -------------------------------------- | -------------------------------------- | -------------------------------------- |
| Srbi                                   | Srbi                                   |                                        | 7.475                                  | 95,21%                                 |
| Vlahi                                  | Vlahi                                  |                                        | 57                                     | 0,72%                                  |
| Makedonci                              | Makedonci                              |                                        | 35                                     | 0,44%                                  |
| Hrvati                                 | Hrvati                                 |                                        | 27                                     | 0,34%                                  |
| Črnogorci                              | Črnogorci                              |                                        | 22                                     | 0,28%                                  |
| Romi                                   | Romi                                   |                                        | 21                                     | 0,26%                                  |
| Romuni                                 | Romuni                                 |                                        | 19                                     | 0,24%                                  |
| Jugoslovani                            | Jugoslovani                            |                                        | 18                                     | 0,22%                                  |
| Muslimani                              | Muslimani                              |                                        | 9                                      | 0,11%                                  |
| Madžari                                | Madžari                                |                                        | 6                                      | 0,07%                                  |
| Slovaki                                | Slovaki                                |                                        | 4                                      | 0,05%                                  |
| Slovenci                               | Slovenci                               |                                        | 3                                      | 0,03%                                  |
| Čehi                                   | Čehi                                   |                                        | 2                                      | 0,02%                                  |
| Rusi                                   | Rusi                                   |                                        | 2                                      | 0,02%                                  |
| Bolgari                                | Bolgari                                |                                        | 2                                      | 0,02%                                  |
| Ukrajinci                              | Ukrajinci                              |                                        | 1                                      | 0,01%                                  |
| Nemci                                  | Nemci                                  |                                        | 1                                      | 0,01%                                  |
| Neznano                                | Neznano                                |                                        | 103                                    | 1,31%                                  |